# Mạng lưới đường bộ ASEAN
Mạng lưới đường bộ ASEAN là một dự án hợp tác giao thông đường bộ giữa các nước ASEAN. Dự án được hình thành từ Hội nghị Chuyên gia Đường bộ ASEAN lần thứ tư họp tại Hà Nội năm 1999.

## Danh sách tuyến đường
Hiện tại, mạng lưới đường bộ ASEAN gồm các tuyến sau:
Tuyến số 1Nối các thủ đô với nhau
Từ Tamu (biên giới Myanmar / Ấn Độ) - Mandalay - Payagyl - Yangon - cặp cửa khẩu Myawadi / Mae Sot (biên giới Myanmar / Thái Lan) - Tak - Bangkok - cặp cửa khẩu Aranyaprahet / Pol Pet (biên giới Thái Lan / Campuchia) - Sisophon - Phnom Penh - cặp cửa khẩu Bavet / Mộc Bài (biên giới Campuchia / Việt Nam) - Thành phố Hồ Chí Minh - Đồng Nai - Vũng Tàu - Đà Nẵng - Hà Nội - tới Hải Phòng (kết thúc)
Tuyến số 2Nối các thủ đô với nhau
Từ Muse (biên giới Myanmar / Trung Quốc) - Thibaw - Mandalay Melktila - Loilem - Thibaw - Keng Tung - Monglar - cặp cửa khẩu Thackilelk / Mae Sal (biên giới Myanmar / Thái Lan) - Tak - Bangkok -Chumphon Hat Yal - cặp cửa khẩu Sadao / Bukit Kayu Hitam (biên giới Thái Lan / Malaysia) - Ipoh - Kuala Lumpur - Seremban - cặp cửa khẩu Tanj\'ung Kupang / Tuas (biên giới Malaysia / Singapore, nhánh 1) (Johor Bahru - biên giới Malaysia / Singapore, nhánh 2) - Singapore (qua phà) - Jakarta (Indonesia) - Semarang - Surakarta Surabaya - tới Denpasar (kết thúc)
Tuyến số 3Nối với Trung Quốc
Từ Boten (biên giới Lào / Trung Quốc) - Luangnamtha - cặp cửa khẩu Huai Sal / Chiang Khong (biên giới Lào / Thái Lan) - tới Chiang Rai (kết thúc)
Tuyến số 4Nối các thủ đô với nhau
Từ Natrey (Lào) - Oudomxay - Luangprabang - Vientiane - cặp cửa khẩu Thanalaeng / Nong Khai (biên giới Lào / Thái Lan) - Khon Kaen - Saraburl - tới Bangkok (kết thúc)
Tuyến số 5Nối các thủ đô với cảng biển
Từ Hà Nội - cặp cửa khẩu Tây Trang / Deo Tay Chang (biên giới Việt Nam - Lào) - Oudomxay - Pak Beng - cặp cửa khẩu Muang Ngeon / Hualkon (biên giới Lào / Thái Lan) - Nan - Phitsanulok - tới Nakhon Sawan
Tuyến số 6Nối các thủ đô với nhau
Từ Vientiane (Lào) - Savannakhet - cặp cửa khẩu Muang Khong / Neun Kham (biên giới Lào / Campuchia) - Streng Treng - Phnom Penh - tới Cảng Sihanoukville
Tuyến số 7Nối các đô thị lớn với cảng biển
Từ Vinh (khởi đầu) - cặp cửa khẩu Cầu Treo / Namphao (biên giới Việt Nam / Lào) - Laksao - Ban Lao - cặp cửa khẩu Thakhek / Nakhon Phanom (biên giới Lào / Thái Lan) - Udon Thani (kết thúc)
Tuyến số 7ANối các đô thị lớn với cảng biển
Từ cảng Vũng Áng (khởi đầu) - cặp cửa khẩu Cha Lo / Naphao (biên giới Việt Nam / Lào) - tới Thakhek (kết thúc)
Tuyến 7BNối các đô thị lớn với cảng biển
Từ Cảng Dung Quất (khởi đầu) - Kon Tum - cặp cửa khẩu Bờ Y / Phou Keua (biên giới Việt Nam / Lào) - Attapeu - Pakse (kết thúc)
Tuyến 7CNối thủ đô Hà Nội với Trung Quốc
Hà Nội (khởi đầu) - Lào Cai (kết thúc)
Tuyến số 8Nối các đô thị lớn với cảng biển
Từ Tak (Thailand) - Khon Kaen - cặp cửa khẩu Mukdahan / Savannakhet (biên giới Thái Lan / Lào) - Lao Bảo (biên giới Lào / Việt Nam) - tới Đông Hà (kết thúc)
Tuyến số 9Nối các cảng biển với nhau
Từ cặp cửa khẩu Savannakhet / Mukdahan (biên giới Lào / Thái Lan) - Yasothon - Burlram - Sakaeo - Phanom Sarakham - Sattahip (kết thúc)
Tuyến 9ANối Lào với cảng biển
Phnom Sarakham (khởi đầu) - Kabinburl - Pakthongchal - Nakhon Ratchasima (kết thúc)
Tuyến số 10Trục giao thông then chốt quốc gia của Myanmar
Thaton (khởi đầu) - Mawlamylne - Tavoy - Mugul - Lenya - Kawthong (gồm cả Lenya-Khlong Loy (biên giới Myanmar / Thái Lan) - Bang Saphan (kết thúc)
Tuyến số 11Nối các cảng biển với nhau
Tavoy (Myanmar, khởi đầu) - cặp cửa khẩu Sinptyutang / Bong Ti (biên giới Myanmar / Thái Lan) - Kanchanaburl - Bangkok - Laem Chabung - Maptaput - cặp cửa khẩu Hat Lek / Koh Kong (biên giới Thái Lan - Campuchia) - Sre Ambel - Thành phố Hồ Chí Minh - Kon Tum - Đà Nẵng (kết thúc)
Tuyến số 12Nối các đô thị lớn với nhau
Hat Yai (Thái Lan, khởi đầu) - Pattani - Narathlwat - cặp cửa khẩu Sungal Kolok / Rantau (biên giới Thái Lan - Malaysia) - Kota Bharu - Kuala Terengganu - Kuantan - Mersing - Johore Bahru (biên giới Malaysia / Singapore) - Singapore (kết thúc)
Tuyến số 13Trục giao thông then chốt quốc gia của Malaysia
Kota Bharu (khởi đầu) - Sungal Patani (kết thúc)
Tuyến 13ANối các cảng biển của Malaysia với nhau
Cảng Klang (khởi đầu) - Kuala Lumpur - Kuantan (kết thúc)
Tuyến 13BNối các đô thị lớn của Malaysia với nhau
Kuantan (khởi đầu) - Segamat - Yong Peng (kết thúc)
Tuyến 13CNối Brunei với các nước
Kuching (Sarawak, Malaysia, khởi đầu) - Serian - Bintulu - Miri - Sg. Tujoh (biên giới Malaysia / Brunei) - Brunei - Kuala Lurah (biên giới Brunei / Malaysia) - Limbang / Puni (biên giới Malaysia / Brunei) - Brunei - Labu (biên giới Brunei / Malaysia) - Lawas - Sindumin - Kota Kinabalu - Sandakan - Lahad Datu - Tawau - Serudong/Nunukan (biên giới Malaysia / Indonesia) - Samarinda - Banj\'armasin - Palangka Raya - Pontianak - Entikong/Tebedu (biên giới Indonesia / Malaysia) - Serian
Tuyến số 14Trục giao thông then chốt quốc gia của Indonesia
Banda Aceh (khởi đầu) - Medan - Dumal - Palembang - Bakahuni (kết thúc)
Tuyến số 15Nối các đô thị lớn của Indonesia với nhau
Tebingtinggi (khởi đầu) - Padang - Bakahuni - (qua phà) - Merak - Jakarta - Bandung - Jogyakarta - Surakarta (kết thúc)
Tuyến số 16Trục giao thông then chốt quốc gia của Philippines
Laoag (khởi đầu) - Manila - Matnog - (qua phà) - San Isidro - Taeloban - Liloan - (qua phà) - Lipata - Surigao - Davao - General Santos - Zamboanga (kết thúc)